# Очки гладенькі
О́чки гладенькі (Biscutella laevigata) — вид квіткових рослин родини капустяних (Brassicaceae).

## Біоморфологічна характеристика
Це багаторічна рослина 10–70 см заввишки. Поліморфна рослина. Стебла прямовисні, прості чи розгалужені, трохи залистнені. Листки дуже мінливі, переважно жорстко волосисті. Прикореневі листки в розетці лопатчасто-ланцетні, великозубчасті, до 12 см завдовжки. Пелюстки жовті, 4–8 мм завдовжки. Стручечки плоскі, вгорі та знизу виїмчасті, 4.7 мм завдовжки і 7–12 мм завширшки, обидві його частини з широким крилом по краю, з довгим стовпчиком, який виступає з виїмки між крилами. Насіння сплюснуте, 3.2–3.6 × 2.2–2.6 мм; поверхня дещо зморшкувата, злегка блискуча, жовтувато-коричнева. 2n=18, 36.

## Поширення
Росте у Європі від Іспанії до України (Австрія, Швейцарія, Чехія, Німеччина, Угорщина, Польща, Словаччина, Естонія, Україна, Болгарія, Боснія і Герцеговина, Хорватія, Італія, Чорногорія, Румунія, Словенія, Іспанія, Франція, Бельгія). Росте переважно в горах центральної та південної Європи на скелястих і кам'янистих ґрунтах у субальпійській зоні.
В Україні росте на вапняках, скелях у субальпійському поясі Карпат (хребет Чорногора, хребет Свидовець, гори Близниця, Герешаска, Драгобрат).

## Галерея

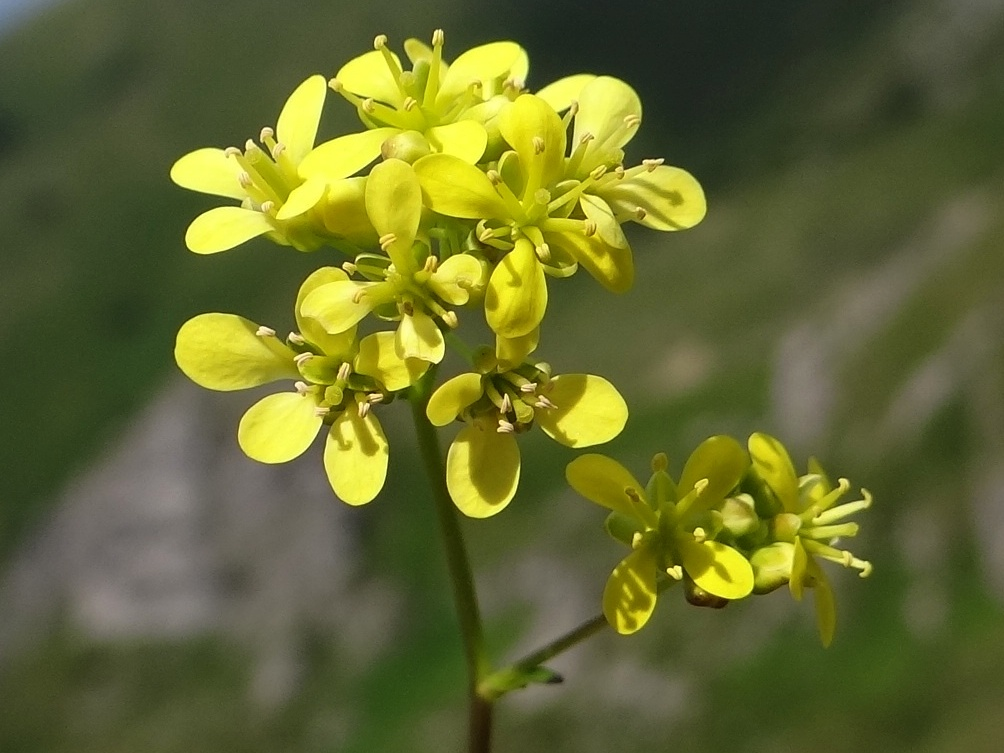
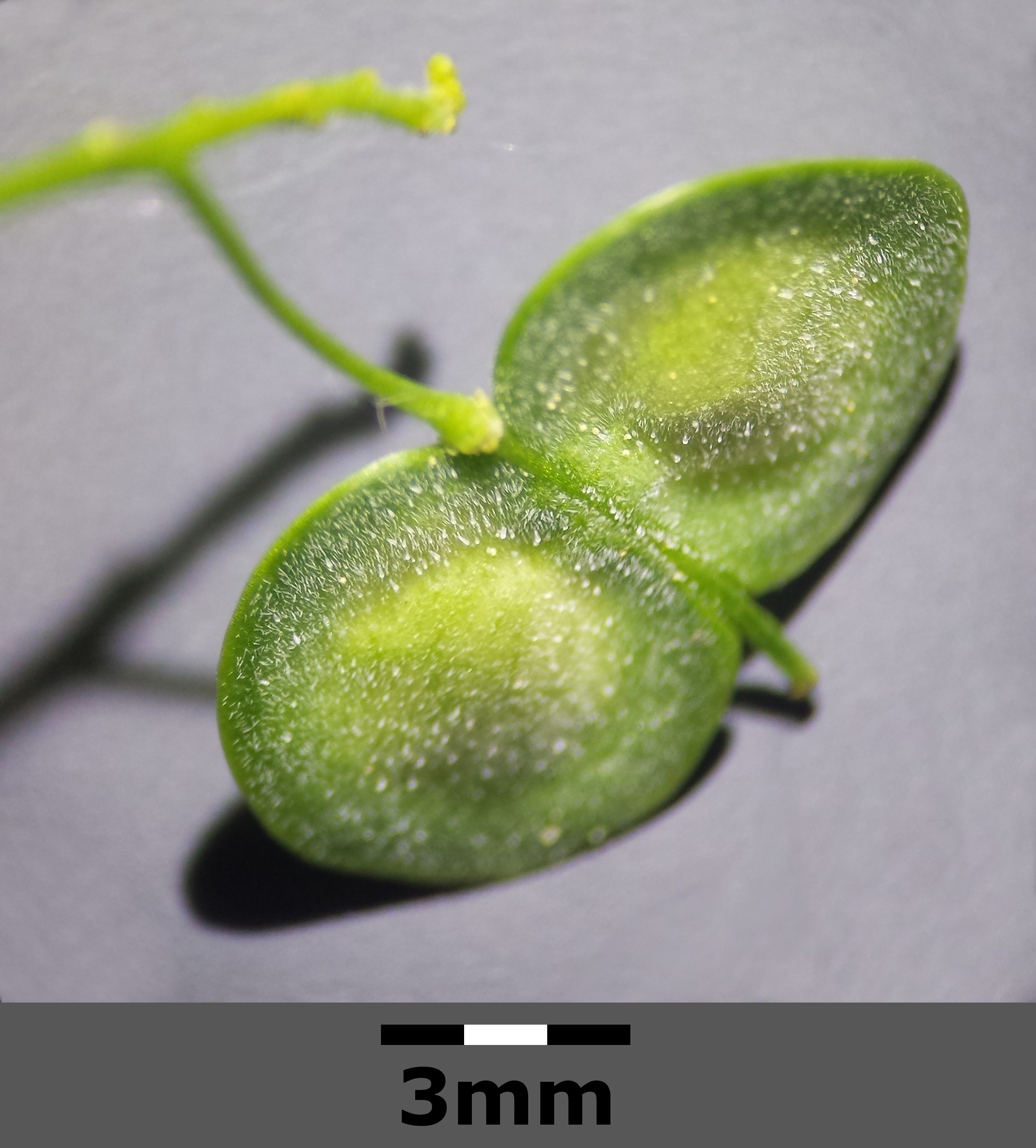
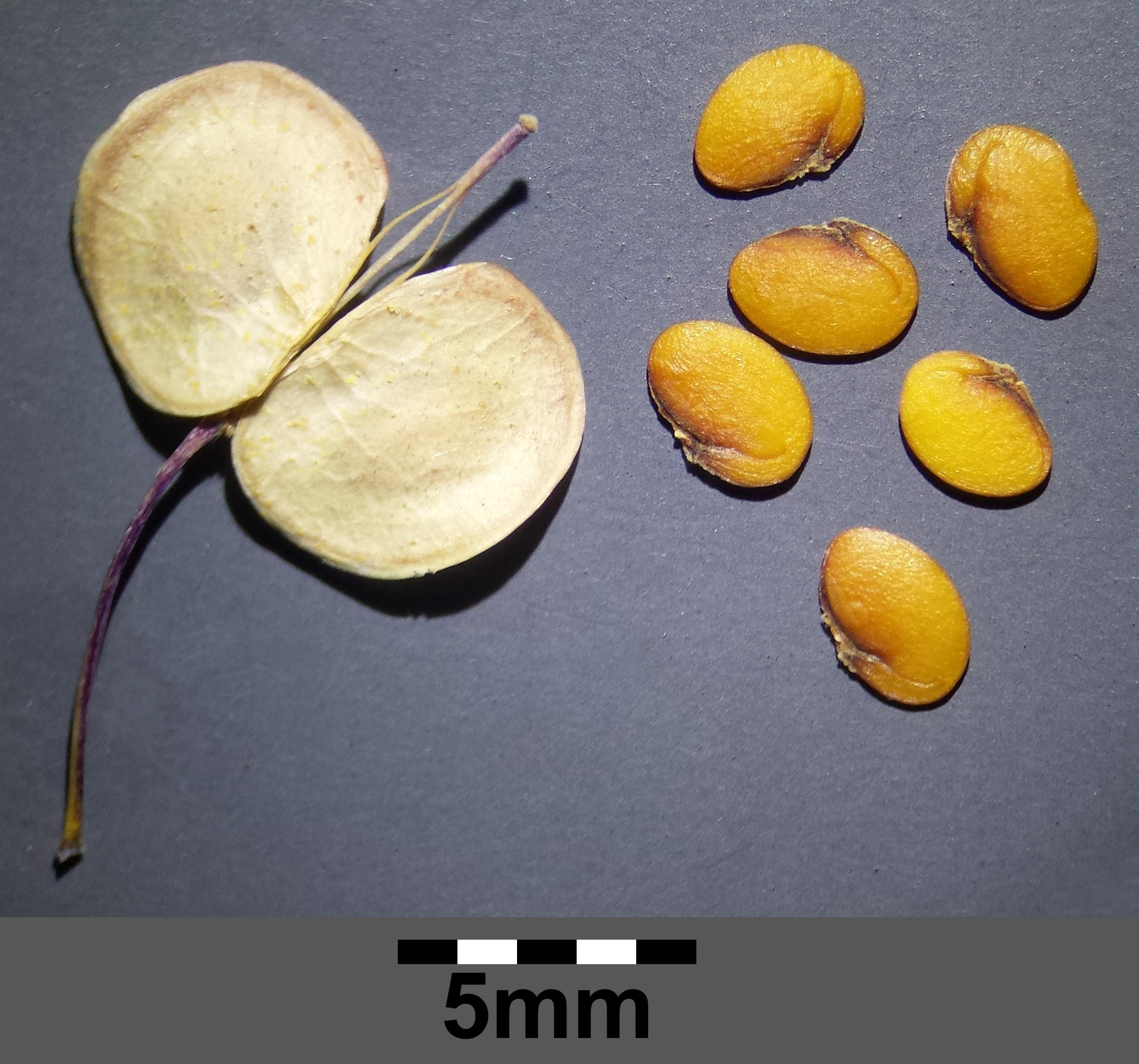
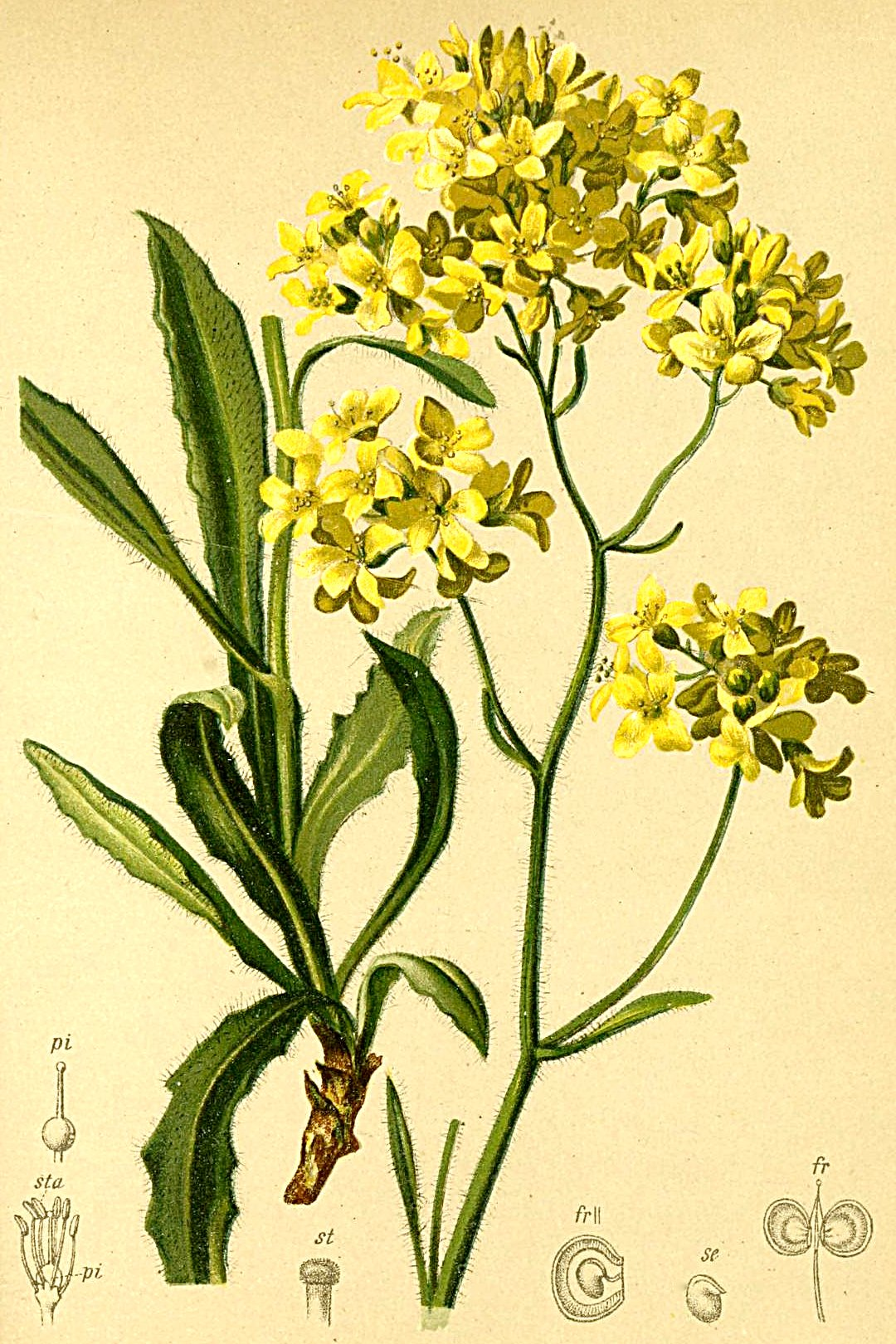